# Wincenty Elsner

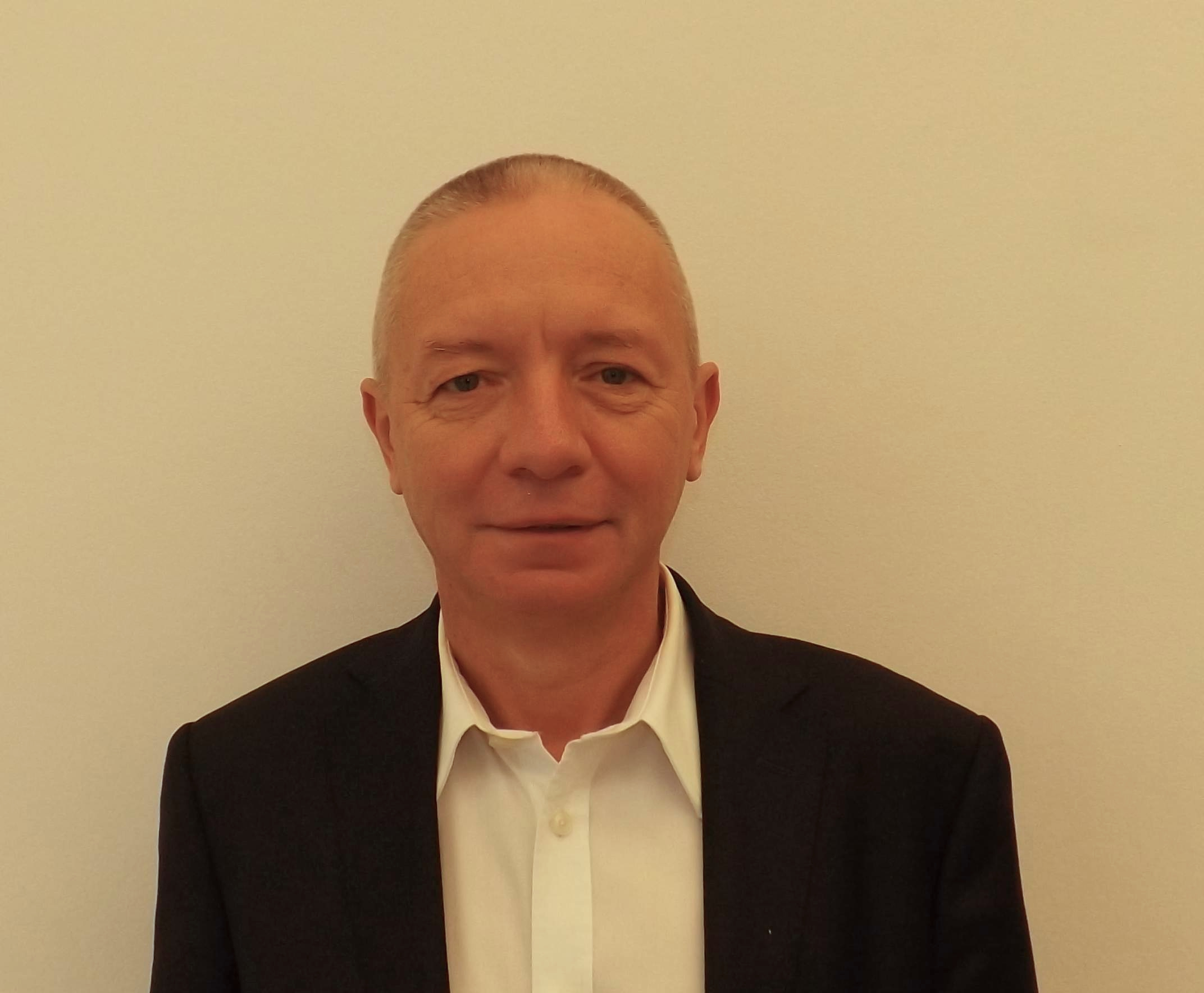
Wincenty Elsner

Wincenty Aleksander Elsner (* 3. Januar 1955 in Radom) ist ein polnischer Politiker (Ruch Palikota, SLD). Er gehörte von 2011 bis 2015 dem Sejm in der VII. Wahlperiode an.

## Leben und Beruf
Elsner studierte am Lehrstuhl für technische Kybernetik der Technischen Universität Breslau. Anschließend arbeitete er als Informatiker an der Medizinischen Akademie Breslau sowie der Wirtschaftsuniversität Breslau.
Später machte er sich mit einem Unternehmen zur Herstellung technischer Geräte selbständig, war Mitarbeiter der Wohnungsgenossenschaft Polmed und führt seit einigen Jahren das Unternehmen Info Media, welches Druck- und Internetdienste zur Verfügung stellt.
Wincenty Elsner ist verheiratet und hat drei Kinder.

## Politik
1980/81 sowie im Untergrund während des Kriegsrechts in Polen 1981–1983 war Elsner Mitglied der unabhängigen Gewerkschaft Solidarność. Er trat bei der Parlamentswahl 2011 für die Ruch Palikota an und konnte mit 15.969 Stimmen im Wahlkreis Breslau ein Mandat für den Sejm erlangen. Im September 2014 verließ er gemeinsam mit Armand Ryfiński, Artur Dębski und Piotr Bauć und weiteren Abgeordneten die inzwischen Twój Ruch genannte Partei. Ende Oktober 2014 schloss er sich der Sojusz Lewicy Demokratycznej (SLD) an. Nachdem er bei der Parlamentswahl 2015 nicht erneut zum Sejm kandidiert hatte, wurde er im Januar 2016 zum stellvertretenden Vorsitzenden der SLD gewählt. Er übte dieses Amt bis 2021 aus. Bei den Selbstverwaltungswahlen 2018 kandidierte er für die SLD ebenso erfolglos zum Sejmik der Woiwodschaft Niederschlesien, wie ein Jahr später bei der Parlamentswahl 2019 zum Sejm.